# Iglesia de San Martín de Tours (Otazu)
La iglesia de San Martín de Tours es un templo católico situado en el concejo de Otazu, en el municipio español de Vitoria.

## Descripción

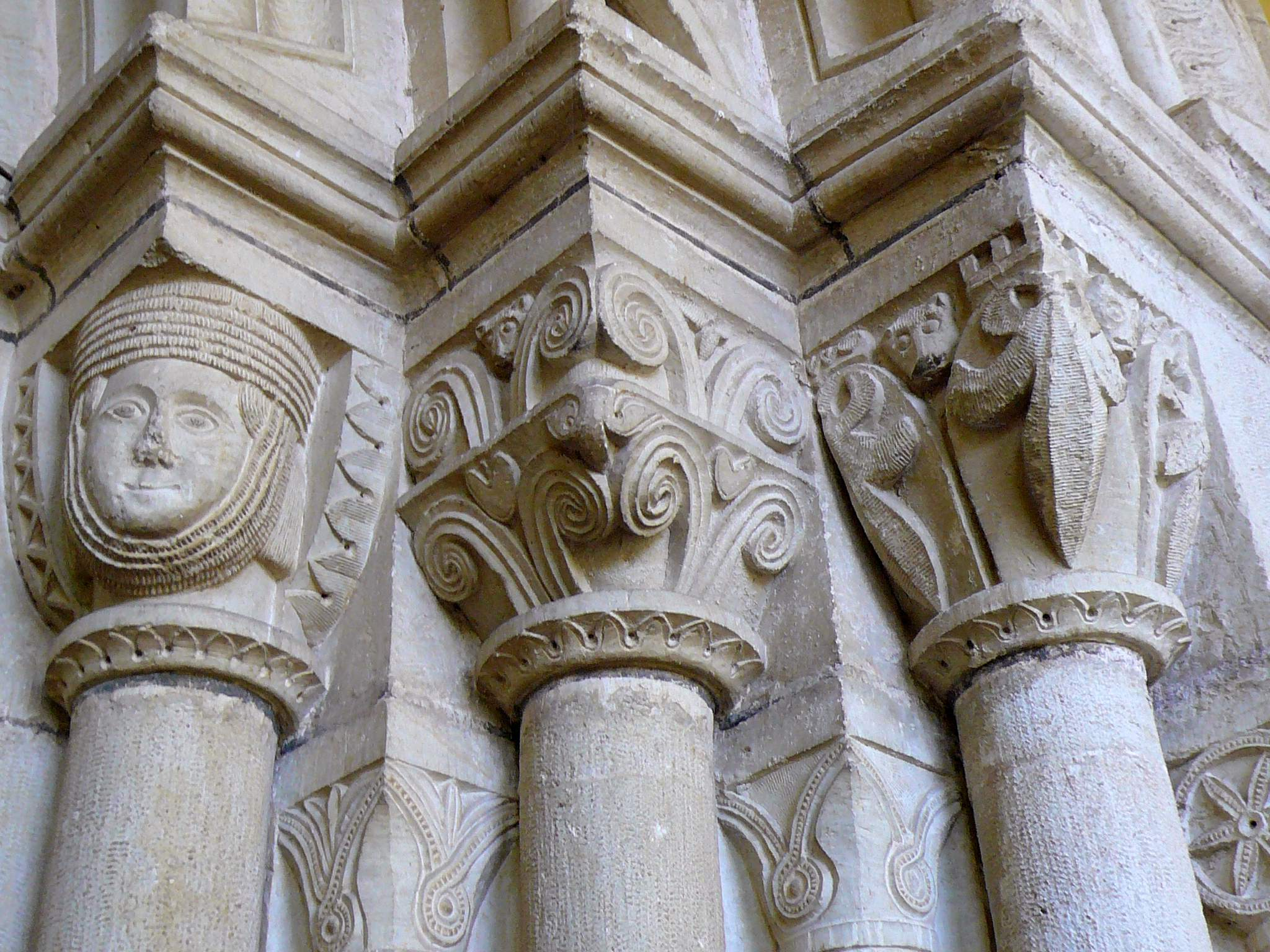
Detalle de la portada de la iglesia

El edificio se encuentra en el concejo alavés de Otazu, en la comunidad autónoma del País Vasco. Se menciona como iglesia parroquial del lugar en el Diccionario geográfico-estadístico-histórico de España y sus posesiones de Ultramar de Pascual Madoz, donde se dice que a mediados del siglo XIX estaba «servida por dos beneficiados perpétuos de los cuales uno obtiene título de cura de nombramiento del ordinario». Décadas después, ya en el siglo XX, Vicente Vera y López vuelve a reseñarla en el tomo de la Geografía general del País Vasco-Navarro dedicado a Álava con las siguientes palabras: «Tiene una parroquia, rural de segunda clase, dedicada á San Martín y pertenece al arciprestazgo de Armentia».
Los registros sacramentales de bautismos, matrimonios y decesos generados por la parroquia de San Martín de Tours desde el siglo XV hasta el final del XIX se conservan con los del resto de iglesias de la provincia en el Archivo Histórico Diocesano de Vitoria, donde pueden consultarse.